# Kalenice
Kalenice falu és önkormányzat (obec) Csehország Dél-csehországi kerületének Strakonicei járásában. Területe 4,13 km², lakosainak száma 87 (2008. 12. 31). A falu Strakonicétől mintegy 14 km-re nyugatra, České Budějovicétől 65 km-re északnyugatra, és Prágától 104 km-re délnyugatra fekszik.
A település első írásos említése 1045-ből származik.

## Látnivalók
- Hvížďalka erődítmény,
- Szent Franciska kápolna.

## Népesség
A település népessége az elmúlt években az alábbi módon változott:
| Lakosok száma | 316  | 361  | 307  | 208  | 139  | 97   | 87   | 84   | 87   | 82   |
|               | 1869 | 1890 | 1921 | 1950 | 1980 | 2001 | 2017 | 2019 | 2022 | 2024 |